# Station Alexandra Parade
Alexandra Parade is een station van National Rail in Glasgow City in Schotland. Het station is eigendom van Network Rail en wordt beheerd door ScotRail. 